# Johann Fuchs (slezský politik)
Johann Fuchs (26. prosince 1837 Brumovice – 20. dubna 1916 Stockerau) byl rakouský lékař a politik německé národnosti ze Slezska, v 2. polovině 19. století poslanec Říšské rady.

## Biografie
Narodil se v Brumovicích v Horním Slezsku. V roce 1874 se přestěhoval do Grafendorfu, kde působil jako praktický lékař až do své smrti roku 1916. Po devět let zasedal v obecní radě. V roce 1873 se uvádí jako praktický lékař, bytem ve Stockerau.
Zapojil se i do politického života. Byl poslancem Říšské rady (celostátního parlamentu), kam usedl v prvních přímých volbách roku 1873 za kurii venkovských obcí ve Slezsku, obvod Opava, Bílovec, Krnov atd. Zastupoval tzv. Ústavní stranu, která byla liberálně, provídeňsky a centralisticky orientována. V jejím rámci představoval roku 1873 mladoněmecké křídlo.